# Chorisoneura mysteca
Chorisoneura mysteca es una especie de cucaracha del género Chorisoneura, familia Ectobiidae. Fue descrita científicamente por Saussure en 1862.
Habita en México y Guatemala.